# Pavel Veselý
Pavel Veselý (* 27. dubna 1942 Zlín) je český publicista a fotograf, ale dříve také herec, zpěvák a divadelní autor (dramatik).
Do roku 2016 působil též jako kurátor ve sboru ČCE v Praze 8 – Kobylisích.

## Divadlo
Během studií na Pedagogické fakultě Ostravské univerzity založil roku 1961 spolu s dalšími dvěma tehdejšími studenty Luďkem Nekudou a Edvardem Schiffauerem Divadélko Pod okapem (později Divadélko Okap), které se brzy stalo nejvýraznější profilovou scénou alternativní kultury severomoravského regionu. V něm brzy vynikla autorská a herecká dvojice Luděk Nekuda a Pavel Veselý, jež pro uskupení připravila pět kabaretů a dvě divadelní hry. U většiny her tohoto souboru se autorsky podílel nejen na hře samotné, ale složil hudbu k většině písniček.
S Divadélkem Pod okapem se účastnil řady domácích přehlídek a festivalů, například roku 1963 byl soubor hostem Jiráskova Hronova. V letech 1965 a 1966 se spolu se souborem zúčastnil mezinárodního divadelního festivalu v Záhřebu v tehdejší Jugoslávii.

## Publicistika a fotografování
V sedmdesátých letech 20. století působil jako severomoravský zpravodaj Zemědělských novin, v osmdesátých letech byl nočním strážným na Matematicko-fyzikální fakultě Univerzity Karlovy v Praze, avšak i nadále psal a fotografoval pro společenské časopisy. Napsal scénáře k více než dvaceti publicistickým televizním filmům. Po sametové revoluci byl ve svobodném povolání jako fotograf-publicista, spolupracující především s filmovými a televizními časopisy a s časopisy o životním stylu. Dlouhodobě pracuje na fotografických cyklech pro Fotobanku České tiskové kanceláře.
Napsal životopisnou knihu S Kristianem Kodetem o Kristianu Kodetovi (2011), dále svými fotografiemi doprovodil knihu Putování pohádkovou zemí od Vítězslavy Klimtové (2011), sepsal publikaci o mladé malířce Elišce Junkové (2015) a napsal text reprezentativní publikace Áčko jede do Motola, pokřtěné 6. dubna 2015 při otevření prodloužení trasy A pražského metra. V roce 2019 autor vydal vzpomínkovou novelu Čárlí, kluk z fary, která je doplněna jeho fotografiemi.